# Rocca di Rondinaia
La rocca di Rondinaia è un castello in rovina che sulle colline di Bagno di Romagna.

## Storia
Si hanno notizie del castello risalenti al 1118 quando apparteneva a Ugo di Bleda e al 1222 quando venne espugnato dopo un lungo assedio dalle milizie pontificie. Nel 1334 venne preso dai ghibellini che uccisero il feudatario, Leoncino o Leuzzino da Valbona, decapitandolo; una descrizione del 1371 riporta cha "Castrum Rondenarie, est super altissima ripa, habet turrim fortissimam et est prope lumen Aqueductus per medium milliare; confinat cum Valbona, Biserno, Roccha Pezolo et Sancta Flora. in quo sunt focularia XII." (Il castello di Rondenarie è sulla sponda più alta, ha una torre fortissima, ed è vicino alla luce dell'Acquedotto per mezzo miglio; confina con Valbona, Biserno, Roccha Pezolo e Sancta Flora. in cui sono presenti 12 camini). Venne tenuto anche da Azzo e Farinata degli Ubertini. Nel 1404 venne conquistato da Jacopo Salviati al soldo di Firenze ma poi perse di importanza e fu abbandonato.

## Architettura
Rimane traccia di una torre era alta circa 20 mt e larga 4; sono rimasti tratti delle fondazioni posti su un altro sperone (579 slm) a nord di S. Sofia sulla confluenza del Bidente di Strabatenza nel Bidente di Corniolo-Ridracoli.